# Шпак Валерій Кирилович
Шпак Валерій Кирилович (нар. 19 жовтня 1943, с. Дубіївка на Черкащині - 27 червня 2008 р.) - доктор філологічних наук, професор, декан лінгвістичного факультету Черкаського державного технологічного університету, завідувач кафедри прикладної лінгвістики ЧДТУ, академік Української Академії наук національного прогресу та Нью-Йоркської Академії наук, заслужений працівник освіти України.

## Біографія
Навчався в Дубіївській середній школі.
Закінчивши школу в 1961 р., В. К. Шпак працював столяром на заводі, а згодом - лаборантом у Дубіївській середній школі. В цьому ж році він вступає до Черкаського державного педінституту, після закінчення якого працював учителем англійської мови в Золотоніській середній школі-інтернаті. Повернувшись у 1975 році до рідної Дубіївки, Валерій Кирилович викладав англійську мову у школі, в якій сам колись навчався, де знали, поважали його старші вчителі, користувався повагою колег та учнів.
У 1976 році вступив до аспірантури. У 1980 р. успішно захистив кандидатську дисертацію з проблем сучасної поезії США в спеціалізованій вченій раді Московського педагогічного університету. В цьому ж році ВАК СРСР затвердив дисертацію, присудивши В. К. Шпаку науковий ступінь кандидата філологічних наук.
У 1992 р., працюючи у Черкаському інженерно-технологічному інституті, Валерій Кирилович захистив докторську дисертацію з проблем американістики у спеціалізованій вченій раді Московського педагогічного університету. Йому було присвоєно вчене звання професора по кафедрі іноземних мов ЧІТІ.
З 1981 року - перший завідувач кафедри іноземних мов Черкаської філії КПІ; в 90-ті роки - член першої Вищої Атестаційної Комісії України; з 2000 року - перший завідувач новоствореної кафедри прикладної лінгвістики Черкаського інженерно-технологічного університету; з 2001 року - перший декан лінгвістичного факультету, створеного у Черкаському державному технологічному університеті з його ініціативи і за найактивнішого сприяння.
У 1993 році в ЧІТІ було відкрито аспірантуру з проблем світової літератури, і В. К. Шпак став першим науковим керівником черкаської школи українських американістів. Шістнадцять аспірантів Валерія Кириловича успішно захистили дисертації на здобуття наукового ступеня кандидата філологічних наук.
З ініціативи професора В. К. Шпака в 1998 році вперше в Черкаському регіоні було відкрито нову спеціальність "Прикладна лінгвістика", а згодом - перспективну спеціальність "Переклад". 
Підручник "Англійська мова для повсякденного спілкування" за редакцією В. К. Шпака отримав міжнародний грант Сороса.
За безпосередньої участі В. К. Шпака у 1996 році було започатковано видання щорічного всеукраїнського наукового збірника "Гуманітарний вісник", який затверджено ВАК України як фахове видання для філологічних спеціальностей. 
Родина: дружина Ольга Григорівна, син Юрій, невістка Люба, онучка Ліза.

## Головні дати життя і діяльності
- 19 жовтня 1943 р. 	народився в с. Дубіївці Смілянського району Київської області (нині - Черкаського району Черкаської області)
- 1961 р. 	закінчив Дубіївську середню школу
- 1961-1962 рр. 	столяр Смілянського райпромкомбінату Черкаської області
- 1962-1963 рр. 	лаборант Дубіївської середньої школи
- 1965-1966 рр. 	вчитель англійської мови Таганчанської трудової колонії Канівського району Черкаської області
- 1961-1967 рр. 	навчався у Черкаському державному педагогічному інституті
- 1967-1974 рр. 	вчитель англійської мови Золотоніської середньої школи-інтернату Черкаської області
- 1975-1981 рр. 	вчитель англійської мови Дубіївської середньої школи Черкаського району Черкаської області
- 1976-1980 рр. 	аспірант Московського педагогічного університету (заочна форма навчання)
- 1980 р. 	захистив кандидатську дисертацію з проблем американістики на здобуття наукового ступеня кандидата філологічних наук
- 1981-2000 рр. 	завідувач кафедри іноземних мов Черкаської філії КПІ, згодом - Черкаського інженерно-технологічного інституту
- 1987 р. 	присвоєно вчене звання доцента по кафедрі іноземних мов
- 1992 р. 	захистив докторську дисертацію з проблем американістики на здобуття наукового ступеня доктора філологічних наук
- 1992 р. 	присвоєно вчене звання професора по кафедрі іноземних мов
- 1993 р. 	обраний академіком Української Академії наук національного прогресу
- 1997 р. 	обраний академіком Нью-Йоркської Академії наук
- 2000 р. 	завідувач кафедри прикладної лінгвістики та іноземних мов ЧІТІ
- 2001 р. 	декан лінгвістичного факультету, завідувач кафедри прикладної лінгвістики Черкаського державного технологічного університету
- 2006 р. 	присвоєно звання "заслужений працівник освіти України"
- 27 червня 2008 р. 	помер після тяжкої хвороби

## Цитати
Валерій Шпак, «Серпневий зорепад»:
|  | Ненавиджу мізерних і безликих Тих скептиків, що душами інертні. Бо все-таки ми разом - всі великі, Бо кожен з нас по-своєму безсмертний. |